# Freibergsdorf
Freibergsdorf ist ein Stadtviertel des Stadtteils Freiberg-West der Großen Kreisstadt Freiberg im Landkreis Mittelsachsen (Freistaat Sachsen). Der Ort wurde am 1. Januar 1907 nach Freiberg eingemeindet.

## Geografie

### Lage
Der Ortsteil liegt im Tal des Goldbaches unmittelbar südwestlich des Stadtzentrums von Freiberg. Das Stadtviertel wird heute im Norden von der „Chemnitzer Straße“ (Bundesstraße 173), im Osten von der „Annaberger Straße“ (Bundesstraße 101) und im Südwesten von der Bahnstrecke Dresden–Werdau begrenzt.

### Nachbarorte
|                                                               | Freiberg, Stadtteil Freiberg-West (Stadtviertel Hospitalviertel) | Freiberg, Stadtteil Freiberg-Altstadt                            |
| Freiberg, Stadtteil Freiberg-West (Stadtviertel Fernesiechen) | Kompassrose, die auf Nachbargemeinden zeigt                      | Freiberg, Stadtteil Freiberg-Süd (Stadtviertel Bahnhofsvorstadt) |
|                                                               | Freiberg, Stadtteil Freiberg-West (Stadtviertel Wasserberg)      |                                                                  |

## Geschichte

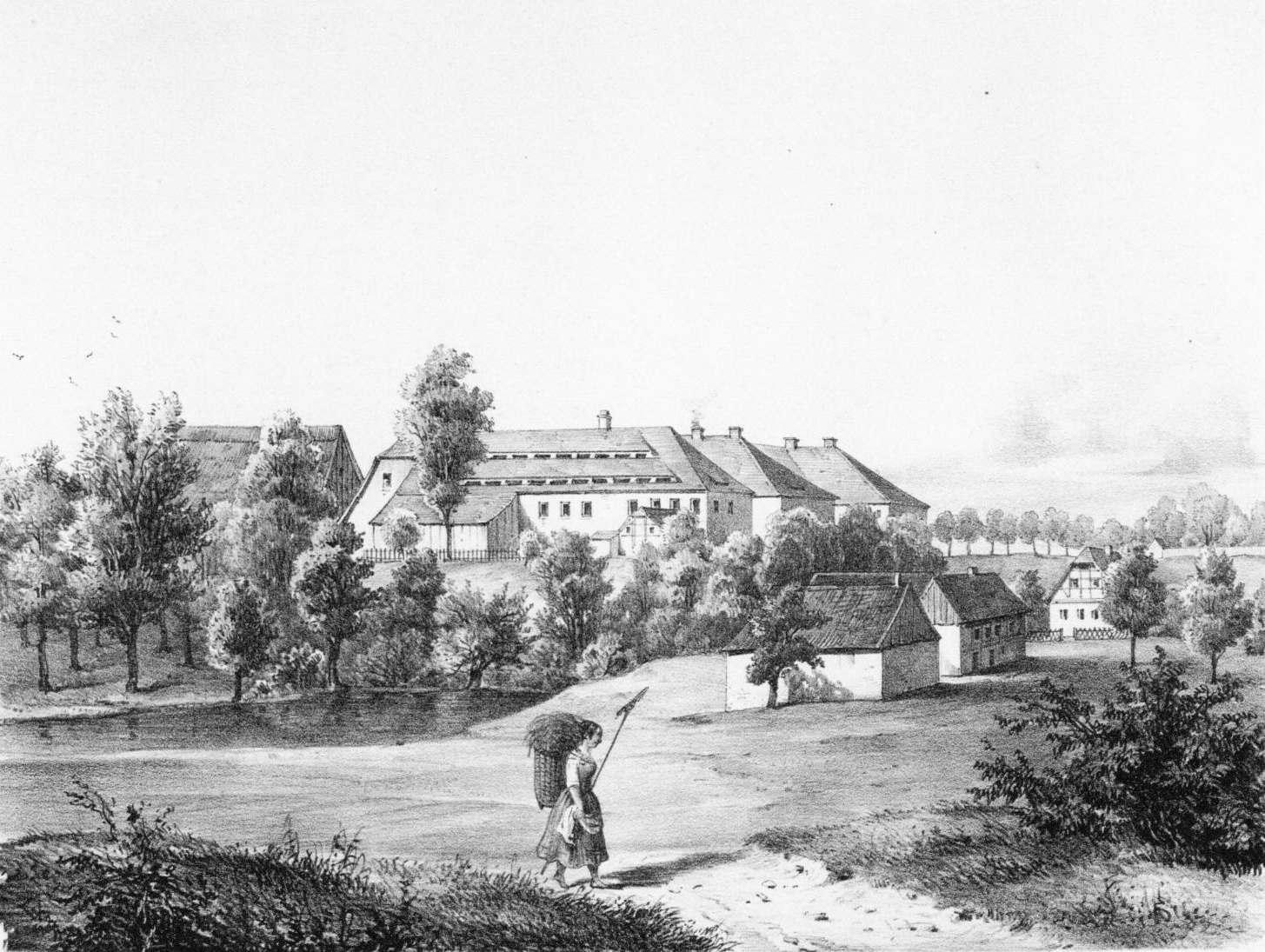
Rittergut Freibergsdorf (um 1860)

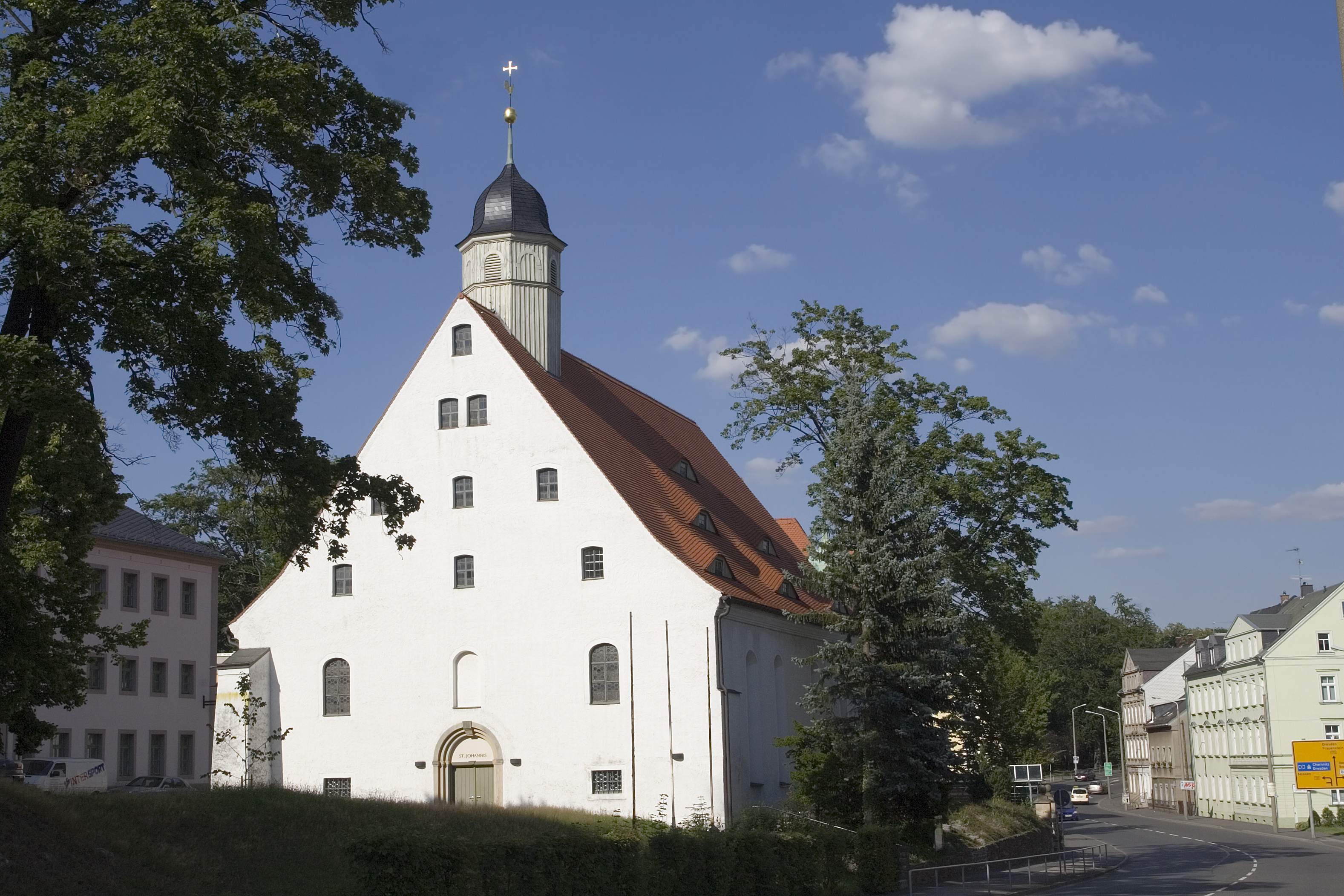
Kirche St. Johannis

Im Westen der Stadt Freiberg außerhalb der Stadtmauer wurde im Jahr 1224 das Hospital „St. Johannis“ vor dem Peterstor erwähnt. In dessen Nähe befand sich ein um 1350 erwähntes Vorwerk, das vermutlich schon um 1298 bestanden hat. Im Jahr 1551 wird dieses als Rittergut „Thurmhof“ genannt. Um dieses entwickelte sich in der ersten Hälfte des 16. Jahrhunderts die ab 1530 nach den Gutsbesitzern, der Familie Freiberger, benannte Siedlung „Freibergsdorf“. 
Im Jahr 1543, d. h. vier Jahre nach Einführung der Reformation im albertinischen Sachsen, schlossen der Freiberger Bürgermeister Alnpeck, der Gutsbesitzer Caspar Freiberger und der Superintendent Zeuner einen Vertrag über die geistliche Betreuung von Gut und Dorf Freibergsdorf. Demnach wurde der Pfarrer des Hospitals St. Johannis zuständiger Pfarrer für Freibergsdorf. Der Gutsbesitzer und die Einwohner des Orts übernahmen im Gegenzug einen Drittel der Kosten für den Pfarrer. Nachdem die Familie Freiberger zu Beginn des 17. Jahrhunderts ausgestorben war, gehörte das Rittergut dem Gutsbesitzer Schönlebe. Dieser stellte im Jahr 1644 Räumlichkeiten für Gottesdienste in seinem Gut zur Verfügung, da das Hospital und die Kirche St. Johannis ein Jahr vorher im Dreißigjährigen Krieg durch Schweden zerstört wurden. 1661 wurde die neue Johanniskirche geweiht. 
Freibergsdorf ist als Bauern- und Bergarbeitersiedlung wirtschaftlich eng an die zu dieser Zeit mächtige Stadt Freiberg und den Freiberger Bergbau gebunden gewesen. Die erste Erwähnung des Freibergsdorfer Hammers stammt aus dem Jahr 1607, als dem Besitzer des Ritterguts Freibergsdorf, Ernst Schönlebe, für seinen Zainhammer Wasser zugesprochen wurde. Hergestellt wurden im Laufe der Jahrhunderte bis 1974 hauptsächlich Eisenerzeugnisse sowohl für den Bergbau (z. B. Gezähe wie Hämmer, Meißel, Brechstangen) als auch für den bäuerlichen Bedarf.
Freibergsdorf lag bis 1856 im kursächsischen bzw. königlich-sächsischen Kreisamt Freiberg. Ab 1856 gehörte der Ort zum Gerichtsamt Freiberg und ab 1875 zur Amtshauptmannschaft Freiberg. An der Stelle des nicht mehr vorhandenen Ritterguts Thurmhof befindet sich heute vermutlich das Weigelsche Vorwerk.
Freibergsdorf, an der alten Straße nach Oederan und Chemnitz gelegen, wurde mit dem Bau der Eisenbahnlinien nach Chemnitz und nach Nossen 1869 bzw. 1873 zerschnitten. Im nördlichen Teil entstanden im 18. Jahrhundert zwei Kasernen.
Am 1. Januar 1907 erfolgte die Eingemeindung von Freibergsdorf nach Freiberg. Das neue Hospital St. Johannis wurde im Jahr 1911 eingeweiht. Im Jahr 1920 benötigte die im Besitz der Hospitalstiftung befindliche Kirche St. Johannis eine dringende Renovierung. Nachdem der Rat der Stadt Freiberg als Vorsteher der Stiftung St. Johannis die Finanzierung der Renovierung ablehnte, klagte die Kirchgemeinde im Jahr 1923 dagegen. Nachdem das Urteil beim Reichsgericht im Jahr 1927 erfolglos geblieben war, wurde der evangelisch-lutherischen Kirchgemeinde durch die Stadt die Nutzung von Pfarrhaus und Kirche an der Chemnitzer Straße gekündigt. Diese baute daraufhin ein neues Gemeindehaus in der Anton-Günther-Straße, das 1929 eingeweiht wurde. Die alte St.-Johannis-Kirche an der Chemnitzer Straße wurde 1952 von der katholischen Gemeinde Freiberg gekauft und restauriert.
Durch die zweite Kreisreform in der DDR kam Freibergsdorf als Teil der Stadt Freiberg im Jahr 1952 zum Kreis Freiberg im Bezirk Chemnitz (1953 in Bezirk Karl-Marx-Stadt umbenannt), der ab 1990 als sächsischer Landkreis Freiberg fortgeführt wurde und im Jahr 2008 im Landkreis Mittelsachsen aufging. Heute bildet Freibergsdorf einen von sieben Stadtvierteln des Stadtteils Freiberg-West, der sich jedoch nur noch innerhalb des Dreiecks der beiden Bundesstraßen 173 und 101 mit der Bahnstrecke Dresden–Werdau befindet. Das Areal nördlich der Chemnitzer Straße mit der St.-Johannis-Kirche bildet dabei den eigenen Stadtteil „Hospitalviertel“.

## Sehenswürdigkeiten

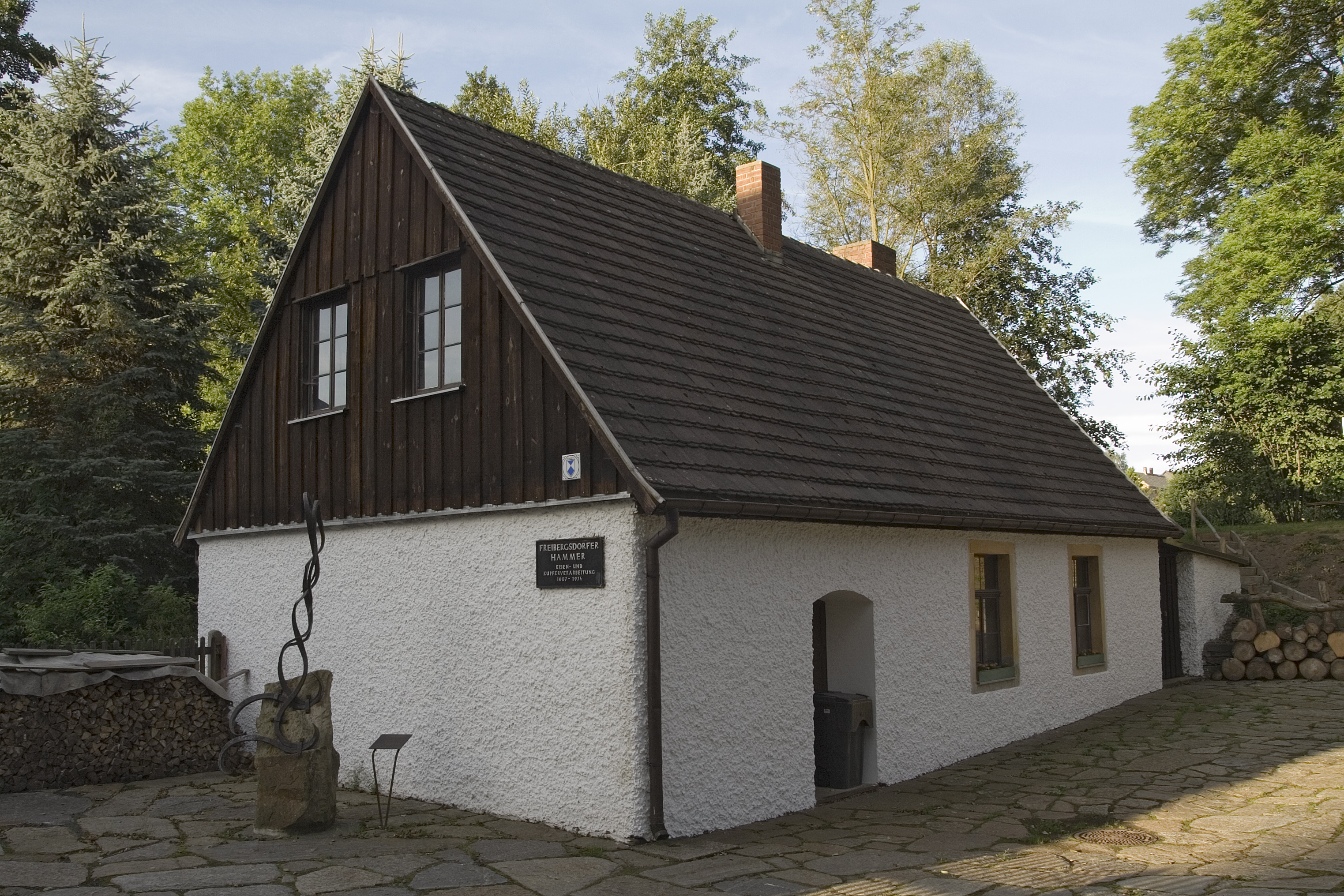
Freibergsdorfer Hammer
In Freibergsdorf findet der technisch Interessierte das Freibergsdorfer Hammerwerk, ein Kulturdenkmal. Für dieses Hammerwerk und für die mit einiger Sicherheit vorhandenen Wassermühlen wurden am Goldbach der Mühlteich und der Hammerteich aufgestaut.
Kirche St. Johannis und Torstensonlinde

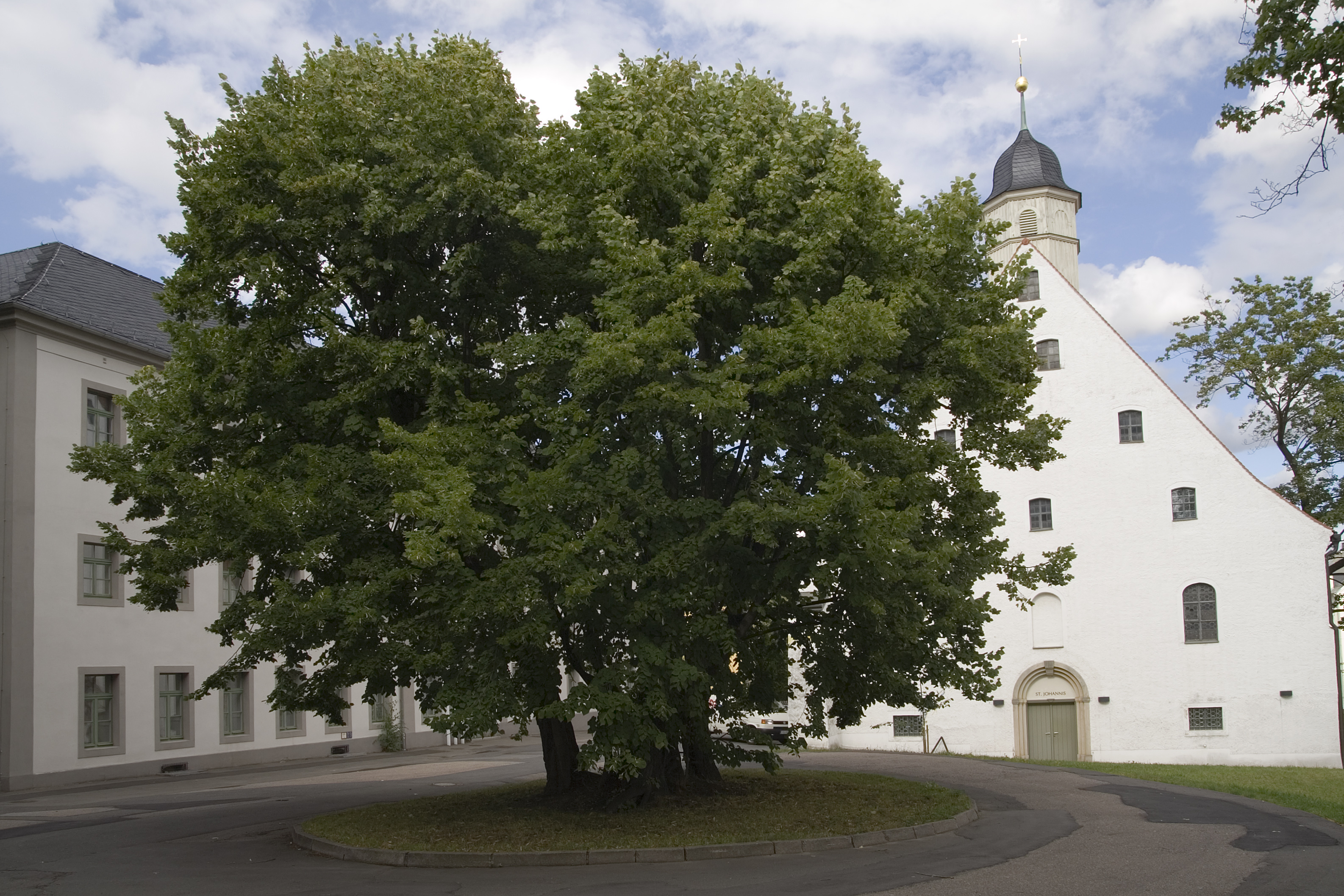
Torstensson-Linde

Freibergsdorf verfügte über eine eigene Kirche, die Johanniskirche an der Chemnitzer Straße. Sie ist heute im Besitz der Katholischen Gemeinde Freiberg. Unweit von deren Westgiebel steht die Torstensson-Linde. Der schwedische Feldherr Lennart Torstensson soll dort im Dreißigjährigen Krieg die Befehle zur Belagerung Freibergs gegeben haben.

## Persönlichkeiten
- Rudolph Hering (1803–1888), sächsischer Bergrat nach dem der Rudolphschacht im Marienberger Revier benannt wurde, starb hier.
- Moritz Eduard Lotze (1809–1890), deutscher Fotograf, Maler und Lithograf, wurde hier geboren.
- Alfred Mende (1886–1975), Dachdecker, Schausteller, Händler und Freiberger Stadtoriginal, wurde hier geboren.
- Familie von Freiberg, ehemalige Besitzer und Namensgeber des Ortes